# Казахстан на летних Олимпийских играх 2000
Казахстан принимал участие в Летних Олимпийских играх 2000 года в Сиднее (Австралия) во второй раз за свою историю, и завоевал три золотые, четыре серебряные медали. Сборная страны состояла из 130 спортсменов (86 мужчин, 44 женщины).
Размеры премиальных спортсменам от правительства страны за занятые 1-6 места составили: 1-е место — 100 тыс. долларов США, 2-е место 50 тыс. долларов, 3-е место — 30 тыс. долларов, 4-е место — 10 тыс. долларов, 6-е место — 3 тыс. долларов.

## Медалисты
| Медаль  | Спортсмен             | Вид спорта      | Дисциплина                 |
| ------- | --------------------- | --------------- | -------------------------- |
| Золото  | Бекзат Саттарханов    | Бокс            | Мужчины, до 57 кг          |
| Золото  | Ермахан Ибраимов      | Бокс            | Мужчины, до 71 кг          |
| Золото  | Ольга Шишигина        | Лёгкая атлетика | Женщины, 100 м с барьерами |
| Серебро | Булат Жумадилов       | Бокс            | Мужчины, до 51 кг          |
| Серебро | Мухтархан Дильдабеков | Бокс            | Мужчины, свыше 91 кг       |
| Серебро | Александр Винокуров   | Велоспорт       | Мужчины, групповая гонка   |
| Серебро | Ислам Байрамуков      | Вольная борьба  | Мужчины, до 97 кг          |

## Результаты соревнований

### Академическая гребля
В следующий раунд из каждого заезда проходили несколько лучших экипажей (в зависимости от дисциплины). В финал A выходили 6 сильнейших экипажей, остальные разыгрывали места в утешительных финалах B-D.
Мужчины
| Соревнование | Спортсмены         | Предварительный заезд | Предварительный заезд | Предварительный заезд | Отборочный заезд | Отборочный заезд | Отборочный заезд | Полуфинал     | Полуфинал     | Полуфинал     | Финал   | Финал   | Итоговое место |
| Соревнование | Спортсмены         | Заезд                 | Время                 | Место                 | Заезд            | Время            | Место            | Заезд         | Время         | Место         | Время   | Место   | Итоговое место |
| ------------ | ------------------ | --------------------- | --------------------- | --------------------- | ---------------- | ---------------- | ---------------- | ------------- | ------------- | ------------- | ------- | ------- | -------------- |
| одиночки     | Владимир Белоногов | 1                     | 7:34,66               | 6                     | 1                | 7:36,42          | 4                | Полуфинал C/D | Полуфинал C/D | Полуфинал C/D | Финал C | Финал C | 16             |
| одиночки     | Владимир Белоногов | 1                     | 7:34,66               | 6                     | 1                | 7:36,42          | 4                | 1             | 7:24,44       | 3             | 7:21,44 | 5       | 16             |

### Велоспорт

#### Трековый велоспорт
После квалификации лучшие спортсмены по времени проходили в раунд на выбывание, где проводили заезды одновременно со своим соперником. Лучшие спортсмены по времени проходили в следующий раунд.
Мужчины
| Спортсмен       | Соревнование                       | Квалификация | Квалификация | 1\4 финала     | 1\2 финала     | Финал Матч за 3-е место | Место |
| Спортсмен       | Соревнование                       | Время        | Место        | Соперник Время | Соперник Время | Соперник Время          | Место |
| --------------- | ---------------------------------- | ------------ | ------------ | -------------- | -------------- | ----------------------- | ----- |
| Вадим Кравченко | Индивидуальная гонка преследования | 4:40,410     | 17           |                | Не прошёл      | Не прошёл               | 17    |

### Дзюдо
Спортсменов — 4
Соревнования по дзюдо проводились по системе на выбывание. В утешительные раунды попадали спортсмены, проигравшие полуфиналистам турнира. Два спортсмена, одержавших победу в утешительном раунде, в поединке за бронзу сражались с проигравшими в полуфинале.
Мужчины
| Спортсмен       | Категория | 1/32               | 1/16                                     | 1/8                                 | Четвертьфиналы                           | Полуфиналы         | Первый доп. раунд  | Утешительный четвертьфинал              | Утешительный полуфинал                 | За 3 место Финал                    | Место |
| Спортсмен       | Категория | Соперник Результат | Соперник Результат                       | Соперник Результат                  | Соперник Результат                       | Соперник Результат | Соперник Результат | Соперник Результат                      | Соперник Результат                     | Соперник Результат                  | Место |
| --------------- | --------- | ------------------ | ---------------------------------------- | ----------------------------------- | ---------------------------------------- | ------------------ | ------------------ | --------------------------------------- | -------------------------------------- | ----------------------------------- | ----- |
| Базарбек Донбай | до 60 кг  |                    | Оливер Гуссенберг (GER) поб. 1100 — 0010 | Оскар Пеньяс (ESP) поб. 0110 — 0010 | Чон Бугён (KOR) пор. 0000 — 1001         | Не прошёл          |                    | Нестор Хергиани (GEO) поб. 0110 — 0010  | Эльчин Исмаилов (AZE) поб. 0100 — 0001 | Маноло Пулот (CUB) пор. 0000 — 0210 | 5     |
| Иван Баглаев    | до 66 кг  |                    | Жан-Клод Камерун (CMR) поб. 1000 — 0010  | Ислам Мациев (RUS) поб. 1000 — 0011 | Патрик ван Калкен (NED) пор. 0010 — 1000 | Не прошёл          |                    | Юкимаса Накамура (JPN) пор. 0000 — 1010 | Не прошёл                              | Не прошёл                           | 9     |

| Соревнование | Спортсмены       | Первый раунд       | Второй раунд                    | 1/8 финала                     | Четвертьфинал                  | Полуфинал            | Финал                | Место |
| Соревнование | Спортсмены       | Соперник Результат | Соперник Результат              | Соперник Результат             | Соперник Результат             | Соперник Результат   | Соперник Результат   | Место |
| ------------ | ---------------- | ------------------ | ------------------------------- | ------------------------------ | ------------------------------ | -------------------- | -------------------- | ----- |
| до 73 кг     | Асхат Шахаров    | Не участвовал      | В. Макаров (RUS) В 1010 — 0011  | Г. Билодид (UKR) П 0010 — 0222 | Завершил выступление           | Завершил выступление | Завершил выступление | —     |
| до 81 кг     | Руслан Селиханов | Не участвовал      | М. Такимото (JPN) П 0010 — 0210 | Утешительный турнир            | Утешительный турнир            | Завершил выступление | Завершил выступление | 9     |
| до 81 кг     | Руслан Селиханов | Не участвовал      | М. Такимото (JPN) П 0010 — 0210 | Д. Гарсия (ARG) В 1001 — 0111  | А. Пасейро (URU) П 0001 — 1001 | Завершил выступление | Завершил выступление | 9     |

### Плавание
Спортсменов — 6
В следующий раунд на каждой дистанции проходили лучшие спортсмены по времени, независимо от места занятого в своём заплыве.
Мужчины
| Спортсмен                                                   | Соревнование          | Предварительные заплывы | Предварительные заплывы | Полуфиналы | Полуфиналы | Финал     | Финал     |
| Спортсмен                                                   | Соревнование          | Результат               | Место                   | Результат  | Место      | Результат | Место     |
| ----------------------------------------------------------- | --------------------- | ----------------------- | ----------------------- | ---------- | ---------- | --------- | --------- |
| Андрей Квасов                                               | 200 м вольный стиль   | 1:55,72                 | 48                      | Не прошёл  | Не прошёл  | Не прошёл | Не прошёл |
| Павел Сидоров                                               | 100 м на спине        | 1:01,02                 | 52                      | Не прошёл  | Не прошёл  | Не прошёл | Не прошёл |
| Александр Савицкий                                          | 100 м брасс           | 1:05,95                 | 54                      | Не прошёл  | Не прошёл  | Не прошёл | Не прошёл |
| Григорий Матюзков                                           | 400 м комплекс        | 4:31,89                 | 39                      |            |            | Не прошёл | Не прошёл |
| Игорь Ситников Андрей Квасов Павел Сидоров Сергей Борисенко | 4х100 м вольный стиль | 3:28,90                 | 21                      |            |            | Не прошли | Не прошли |

### Прыжки в воду
Спортсменов — 6
В индивидуальных прыжках в предварительных раундах складывались результаты квалификации и полуфинальных прыжков. По их результатам в финал проходило 12 спортсменов. В финале они начинали с результатами полуфинальных прыжков.
Мужчины
| Спортсмен        | Соревнование | Квалификация | Квалификация | Полуфинал | Полуфинал | Всего     | Финал     | Финал     | Всего  | Место |
| Спортсмен        | Соревнование | Очков        | Место        | Очков     | Место     | Всего     | Очков     | Место     | Всего  | Место |
| ---------------- | ------------ | ------------ | ------------ | --------- | --------- | --------- | --------- | --------- | ------ | ----- |
| Алишер Сеитов    | трамплин     | 307,62       | 42           | Не прошёл | Не прошёл | Не прошёл | Не прошёл | Не прошёл | 307,62 | 42    |
| Алексей Гурман   | вышка        | 320,13       | 31           | Не прошёл | Не прошёл | Не прошёл | Не прошёл | Не прошёл | 320,13 | 31    |
| Дамир Ахметбеков | вышка        | 75,42        | 41           | Не прошёл | Не прошёл | Не прошёл | Не прошёл | Не прошёл | 75,42  | 41    |

Женщины
| Спортсмен      | Соревнование | Квалификация | Квалификация | Полуфинал | Полуфинал | Всего     | Финал     | Финал     | Всего  | Место |
| Спортсмен      | Соревнование | Очков        | Место        | Очков     | Место     | Всего     | Очков     | Место     | Всего  | Место |
| -------------- | ------------ | ------------ | ------------ | --------- | --------- | --------- | --------- | --------- | ------ | ----- |
| Ирина Выгузова | трамплин     | 303,30       | 6            | 217,47    | 11        | 520,77    | 310,86    | 8         | 528,33 | 9     |
| Наталья Попова | трамплин     | 234,90       | 28           | Не прошла | Не прошла | Не прошла | Не прошла | Не прошла | 234,90 | 28    |
| Наталья Чикина | вышка        | 296,58       | 10           | 162,27    | 14        | 458,85    | 304,53    | 9         | 466,80 | 9     |
| Ирина Выгузова | вышка        | 284,52       | 14           | 157,17    | 16        | 441,69    | Не прошла | Не прошла | 441,69 | 15    |

### Стрельба
Спортсменов — 4
После квалификации лучшие спортсмены по очкам проходили в финал, где продолжали с очками, набранными в квалификации. В некоторых дисциплинах квалификация не проводилась. Там спортсмены выявляли сильнейшего в один раунд.
Мужчины
| Спортсмен     | Соревнование   | Квалификация | Место | Финал     | Место     | Всего | Место |
| ------------- | -------------- | ------------ | ----- | --------- | --------- | ----- | ----- |
| Владимир Гуща | Пистолет, 10 м | 574          | 23    | Не прошёл | Не прошёл | 574   | 23    |

Женщины
| Спортсмен         | Соревнование   | Квалификация | Место | Финал     | Место     | Всего | Место |
| ----------------- | -------------- | ------------ | ----- | --------- | --------- | ----- | ----- |
| Ольга Довгун      | Винтовка, 10 м | 391          | 20    | Не прошла | Не прошла | 391   | 20    |
| Дина Аспандиярова | Пистолет, 10 м | 388          | 2     | 95,7      | 8         | 483,7 | 6     |
| Юлия Бондарева    | Пистолет, 10 м | 382          | 9     | Не прошла | Не прошла | 382   | 9     |

### Триатлон
Спортсменов — 2

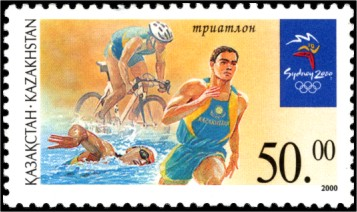
Почтовая марка Казахстана, посвящённая Олимпиаде-2000

Триатлон дебютировал в программе летних Олимпийских игр. Соревнования состояли из 3 этапов — плавание (1,5 км), велоспорт (40 км), бег (10 км).
Мужчины
| Спортсмен       | Соревнование      | Плавание | Велоспорт  | Бег      | Итоговое время | Место | Отставание |
| --------------- | ----------------- | -------- | ---------- | -------- | -------------- | ----- | ---------- |
| Дмитрий Гааг    | личное первенство | 18:13,09 | 59:08,00   | 31:42,48 | 1:49:03,57     | 4     | +00:39,55  |
| Михаил Кузнецов | личное первенство | 18:55,09 | 1:04:39,20 | 35:39,21 | 1:59:13,50     | 47    | +10:49,48  |

### Тяжёлая атлетика
Спортсменов — 1
В рамках соревнований по тяжёлой атлетике проводятся два упражнения - рывок и толчок. В каждом из упражнений спортсмену даётся 3 попытки, в которых он может заказать любой вес, кратный 2,5 кг. Победитель определяется по сумме двух упражнений.
Мужчины
| Спортсмен       | Категория | Вес   | Рывок | Рывок | Рывок | Толчок | Толчок | Толчок | Всего | Место |
| Спортсмен       | Категория | Вес   | 1     | 2     | 3     | 1      | 2      | 3      | Всего | Место |
| --------------- | --------- | ----- | ----- | ----- | ----- | ------ | ------ | ------ | ----- | ----- |
| Дмитрий Ломакин | до 62 кг  | 61,92 | 125,0 | 130,0 | 132,5 | 150,0  | 155,0  | 155,0  | 282,5 | 13    |

### Фехтование
Спортсменов — 2
В индивидуальных соревнованиях спортсмены сражаются три раунда по три минуты, либо до того момента, как один из спортсменов нанесёт 15 уколов. В командных соревнованиях поединок идёт 9 раундов по 4 минуты каждый, либо до 45 уколов. Если по окончании времени в поединке зафиксирован ничейный результат, то назначается дополнительная минута до «золотого» укола.
Мужчины
| Соревнование         | Спортсмены          | 1/32 финала                          | 1/16 финала          | 1/8 финала           | Четвертьфиналы       | Полуфиналы           | Финал матч за 3-е место | Место |
| Соревнование         | Спортсмены          | Соперник Результат                   | Соперник Результат   | Соперник Результат   | Соперник Результат   | Соперник Результат   | Соперник Результат      | Место |
| -------------------- | ------------------- | ------------------------------------ | -------------------- | -------------------- | -------------------- | -------------------- | ----------------------- | ----- |
| Индивидуальная шпага | Сергей Шабалин (40) | Михаэль Швитак (AUT) (25) пор. 13:14 | Завершил выступление | Завершил выступление | Завершил выступление | Завершил выступление | Завершил выступление    | 40    |

Женщины
| Соревнование         | Спортсмены             | 1/32 финала                            | 1/16 финала           | 1/8 финала            | Четвертьфиналы        | Полуфиналы            | Финал матч за 3-е место | Место |
| Соревнование         | Спортсмены             | Соперник Результат                     | Соперник Результат    | Соперник Результат    | Соперник Результат    | Соперник Результат    | Соперник Результат      | Место |
| -------------------- | ---------------------- | -------------------------------------- | --------------------- | --------------------- | --------------------- | --------------------- | ----------------------- | ----- |
| Индивидуальная шпага | Наталья Гончарова (39) | Карина Азнавурян (RUS) (26) пор. 13:15 | Завершила выступление | Завершила выступление | Завершила выступление | Завершила выступление | Завершила выступление   | 38    |

Индивидульные 
Рапира  
Нелля  Снвостьянова (24)
1/32